# Karl Preisendanz
Karl Leberecht Reinhard Preisendanz (* 22. Juli 1883 in Ellmendingen; † 26. April 1968 in Heidelberg) war ein deutscher Klassischer Philologe, Papyrologe, Paläograph und Bibliothekar.

## Leben
Karl Preisendanz studierte Klassische Philologie, Germanistik und Philosophie an den Universitäten Heidelberg und München. Nach seiner Promotion in Heidelberg 1906 war er als Gymnasiallehrer tätig. Neben dem Unterricht beschäftigte er sich mit Bibliotheks- und Buchwesen und veröffentlichte Übersetzungen griechischer und lateinischer Autoren. Bereits 1904 als 21-jähriger Heidelberger Student gab er eine Auswahl deutscher Nachdichtungen griechischer Lyrik unter dem Titel Hellenische Sänger in deutschen Versen heraus. Es folgten vier der deutschen Platon-Bände und eine deutsche Seneca-Auswahl im Verlag Eugen Diederichs in den Jahren 1908 bis 1910. Für seine paläographische Arbeit wurde er von 1910 bis 1914 vom Schuldienst freigestellt. Seine philologische Arbeit führte Karl Preisendanz mit mehreren speziellen Aufsätzen weiter, die einen Höhepunkt 1911 mit der großen Faksimile-Ausgabe der Anthologia Palatina erreichte. Seine Einleitung mit genauer kodikologischer Untersuchung der Handschrift ist für die Anthologieforschung grundlegend geblieben, und ihn selbst hat die Anthologie sein Leben lang begleitet: Immer wieder konnte er Einzelergebnisse dieser Studien veröffentlichen. Nach mehrmonatigem Einsatz im Ersten Weltkrieg (1914/1915) wurde er 1916 zum Verwalter der Handschriftenabteilung der Badischen Landesbibliothek in Karlsruhe ernannt. In den folgenden Jahrzehnten wurde er zu einem der führenden Papyrologen und Paläographen.
1934 wurde Karl Preisendanz, der zum 1. Mai 1933 der NSDAP beigetreten war (Mitgliedsnummer 2.316.044), zum Direktor der Badischen Landesbibliothek ernannt, als Nachfolger des aufgrund der nationalsozialistischen Rassengesetze entlassenen Ferdinand Rieser. 1935 wechselte er als Leitender Bibliotheksdirektor an die Universitätsbibliothek Heidelberg. Seit 1917 war er Titular-Professor und seit 1937 Honorarprofessor und seit 1939 Mitglied der Heidelberger Akademie der Wissenschaften. Im selben Jahr gründete er an der Universität Heidelberg das Institut für Paläographie und vertrat von 1941 bis 1944 den zum Kriegsdienst eingezogenen Professor für Klassische Philologie Hildebrecht Hommel.
1945 wurde Preisendanz als Nutznießer des Nationalsozialismus von der amerikanischen Besatzungsmacht entlassen. Er wurde 1947 als „Mitläufer“ eingestuft und 1949 als Bibliotheksrat und Leiter der Handschriftenabteilung der Universitätsbibliothek wieder eingestellt. 1951 ging er in den Ruhestand und blieb auch danach durch seinen paläographischen Unterricht der Universität und Bibliothek verbunden. Weiter war er in der Zeit von 1935 bis 1951 Herausgeber der Neuen Heidelberger Jahrbücher. Im April 1968 brachte er noch sein Programm für das Sommersemester ins Philologische Seminar, starb aber am 26. April 1968. Karl Preisendanz hätte in jenem Jahr das 30-jährige Jubiläum seiner Zugehörigkeit zur Heidelberger Akademie der Wissenschaften feiern können.
Für die Altertumswissenschaft ist Karl Preisendanz besonders als Editor zahlreicher Handschriften und Papyri von großer Bedeutung. Das Hauptergebnis seiner Arbeit wurde 1928 bis 1931 die Edition der von Albrecht Dieterich und Richard Wünsch begonnenen Sammlung Papyri Graecae magicae. Die griechischen Zauberpapyri, der er seine Übersetzungen beigeben konnte. Die Edition wurde nach seinem Tod überarbeitet (2. verbesserte Auflage, 1973–1974) und zuletzt 2001 nachgedruckt. Seine Gesamtdarstellung der Papyrologie, Papyrusfunde und Papyrusforschung, erschien 1933 im Verlag Hiersemann. Im Alter beschäftigte sich Karl Preisendanz auch mit der modernen Literatur und veröffentlichte die erste Gesamtausgabe der Werke Emanuel von Bodmans (Reclam-Verlag, 1951–1960). Bereits 1941 erschien im Insel Verlag sein Buch Liselotte von der Pfalz. Briefe (Insel-Bücherei 352/2).
Karl Preisendanz hatte zwei Kinder und war in zweiter Ehe mit Anneliese Preisendanz verheiratet, mit der er bis zu seinem Tod in Heidelberg lebte.